# 共主
- 關於關於宗族之主，請見「族主」。
- 關於聯邦君主，請見「聯邦君主制」。

共主，亦即宗主。自人类文明早期阶段、国家形成过程中或产生国家以后，各个部落或共同体共同承认的首领，或封建时代各个主权王国、诸侯国共同承认的宗主政权，現在也叫宗主國。

## 歷史
古代的中原地区，最早产生「共主」即可能在进入青銅時代后，原始社会末期或龙山文化时期具备产生共主的条件，黄河文明后期，中原王朝夏、商和周的前期，中原夏、商部落首领，商、周各朝君主和王室即为共主，中国从春秋战国时期开始由商周封建领主社会向秦汉封建地主社会转变；自秦朝以后建立起君主专制中央集权制度，之后历经各个封建王朝，中原王朝朝廷和皇帝也相当于天下「共主」。
儒教文化圈内，从周朝开始以天子作为共主头衔，秦朝则使用皇帝头衔，之后共同使用作为越南、朝鲜等周边国家的共主。隋唐时期，日本也开始使用天子作为对等的称号，不再视中原为主。
天主教文化圈内，罗马帝国和罗马皇帝即为各个王国的「共主」，中世纪的罗马教廷和罗马教宗即为欧洲乃至北非各个天主教教区的「共主」。東正教文化圈中的沙皇与之等同，为各東正教君主国的共主。
草原文化圈的各民族，如蒙古人、女真人、突厥人、匈奴人，各部落間為了團結力量，共同推舉一位共主（匈奴的單于、突厥的可汗、蒙古的大汗），並基於此建立了數一數二的大帝國並建立了特殊的權力劃分制度，如蒙古帝國时期的四大汗國（窩闊台汗國、察合台汗國、欽察汗國、伊兒汗國）以及清朝初年的八旗制度。
伊斯兰文化圈内，自从阿拉伯帝国灭亡后。哈里發为逊尼派共主，哈里發国为其统治的国家。伊瑪目为什叶各派使用的共主头衔，伊瑪目国为其统治的国家。